# 萨摩亚
- 關於东萨摩亚，請見「美属萨摩亚」。
- 關於整個薩摩亞群島，請見「薩摩亞群島」。

薩摩亞独立国，简称萨摩亚，是一個南太平洋岛国，約位於夏威夷与紐西蘭的中間、美屬薩摩亞的西方，為波利尼西亞群島的中心。1962年独立。

## 历史
早在公元前1000年，萨摩亚便已有人定居。后来，出现以萨摩亚为核心区域的图伊马努阿邦联。约1000年，萨摩亚被图伊汤加帝国征服。1250年，马列托亚家族赶走入侵者，萨摩亚成为由酋长统治的独立政治实体。在第二次薩摩亞內戰後的1900年，薩摩亞群岛被一分為二，东部岛屿由美國統治成為現美屬薩摩亞，而西部岛屿則成为德国殖民地。第一次世界大战刚开始，1914年8月，新西兰占领德属萨摩亚，以防止德国用它作为太平洋的海军基地。岛上的德国军队没有投降，但是也没有反抗。1919年，依照凡尔赛条约，德国把西萨摩亚让给新西兰委任统治。
新西兰先后以国际联盟和联合国名义托管西萨摩亚，直到1962年1月1日「西萨摩亚独立国」成立；1997年7月4日，政府修改宪法，将国名改为「萨摩亚独立国」。西萨摩亚是波利尼西亚岛国中第一个在20世纪独立的国家。
2006年3月31日，萨摩亚议会选举举行，执政的人权保护党再次赢得大选，赢得议会49席中的30个席位。
2017年，萨摩亚签署了《禁止核武器条约》。
2017年6月，议会对《萨摩亚宪法》第1条作出修正，从而使基督教成为国教。

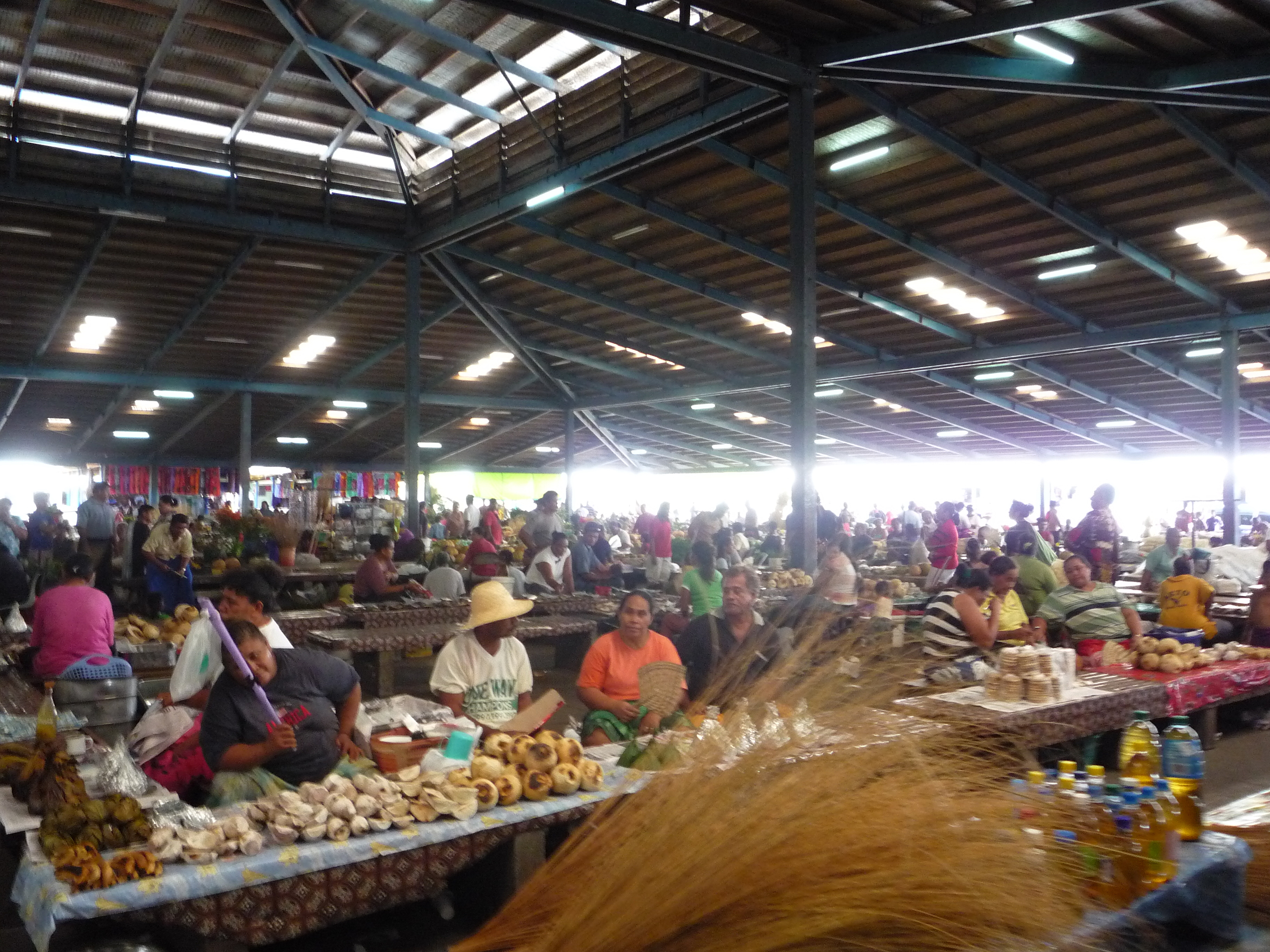
果菜市場
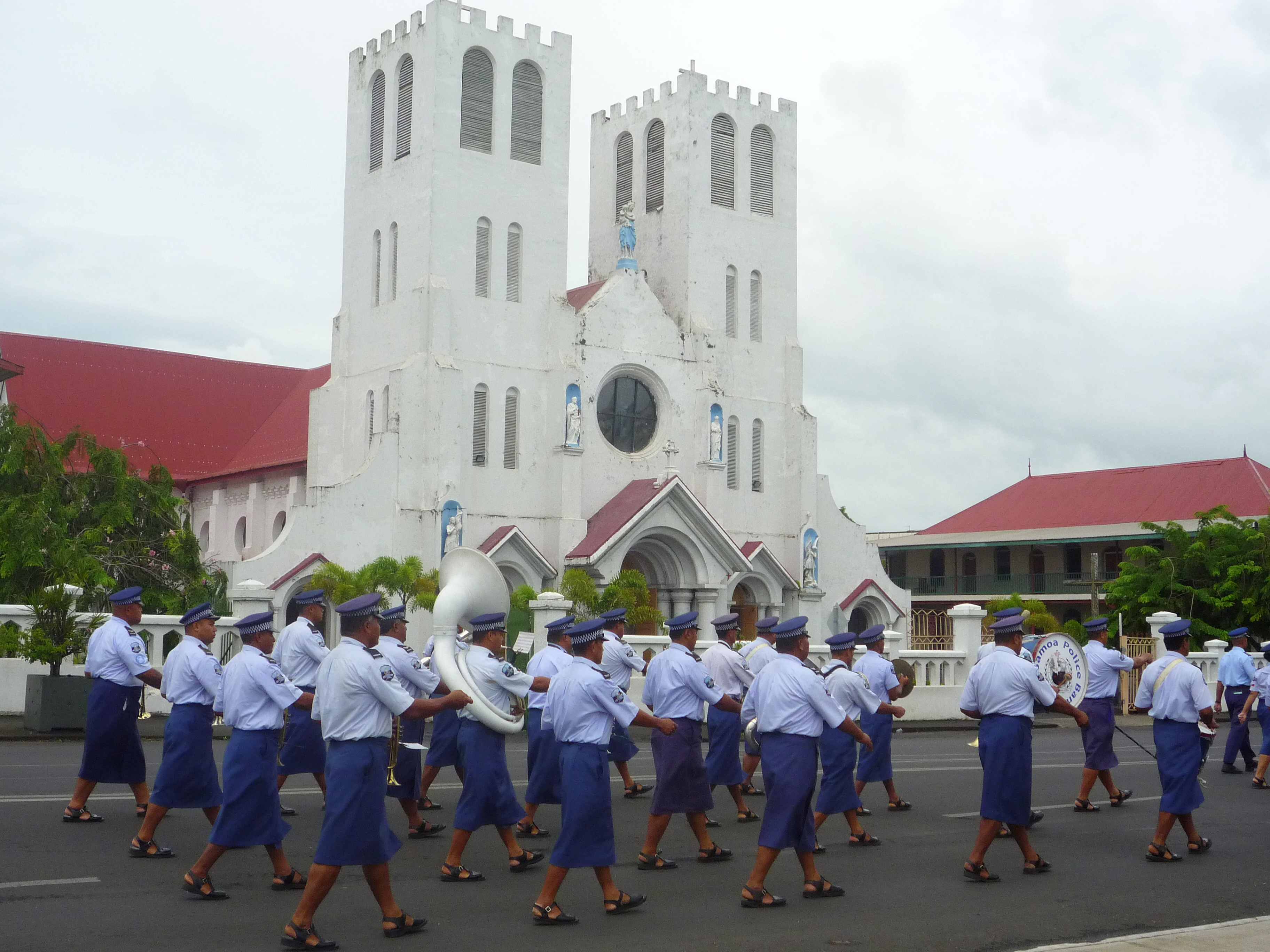
萨摩亚保安隊
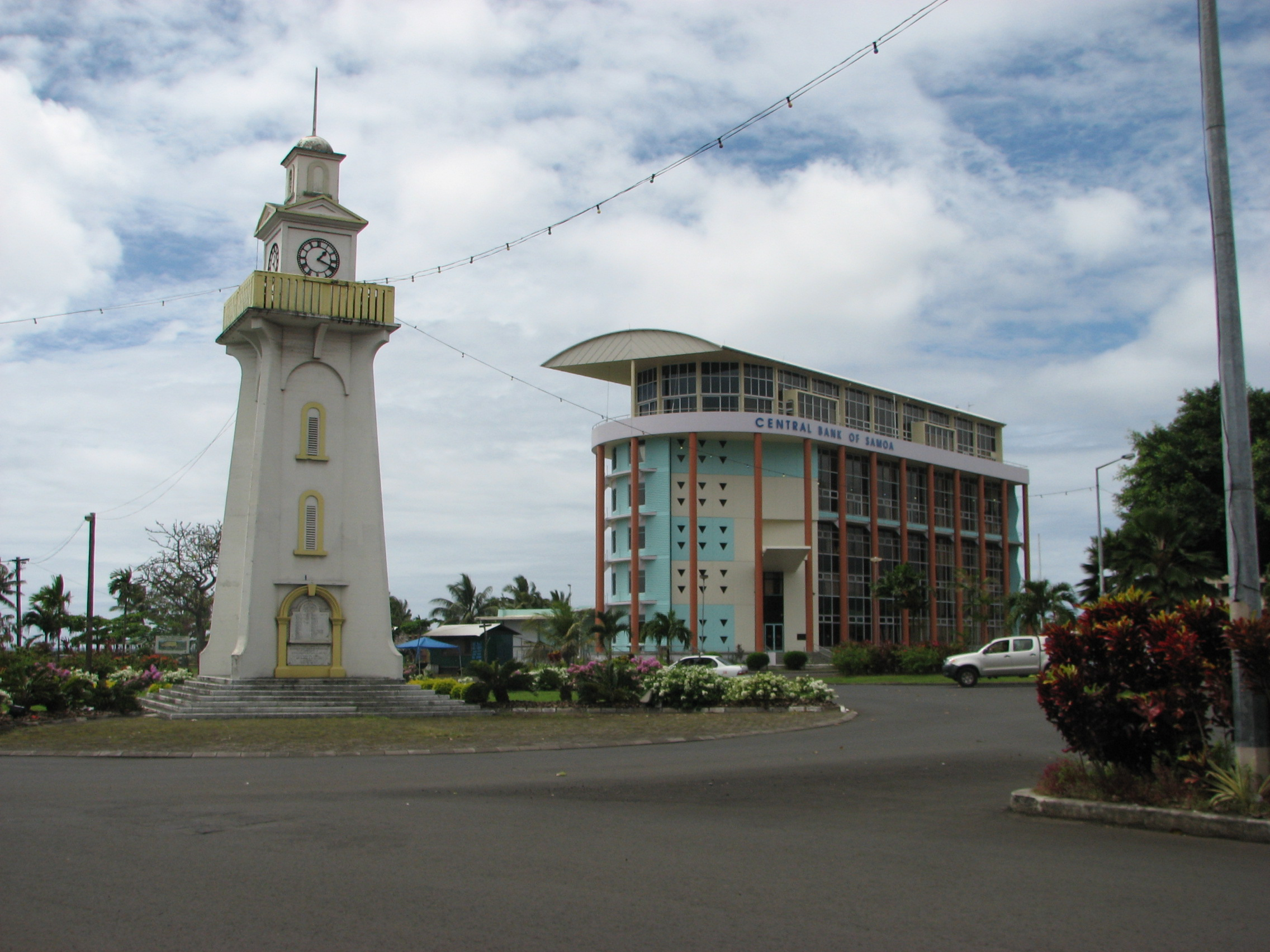
主廣場
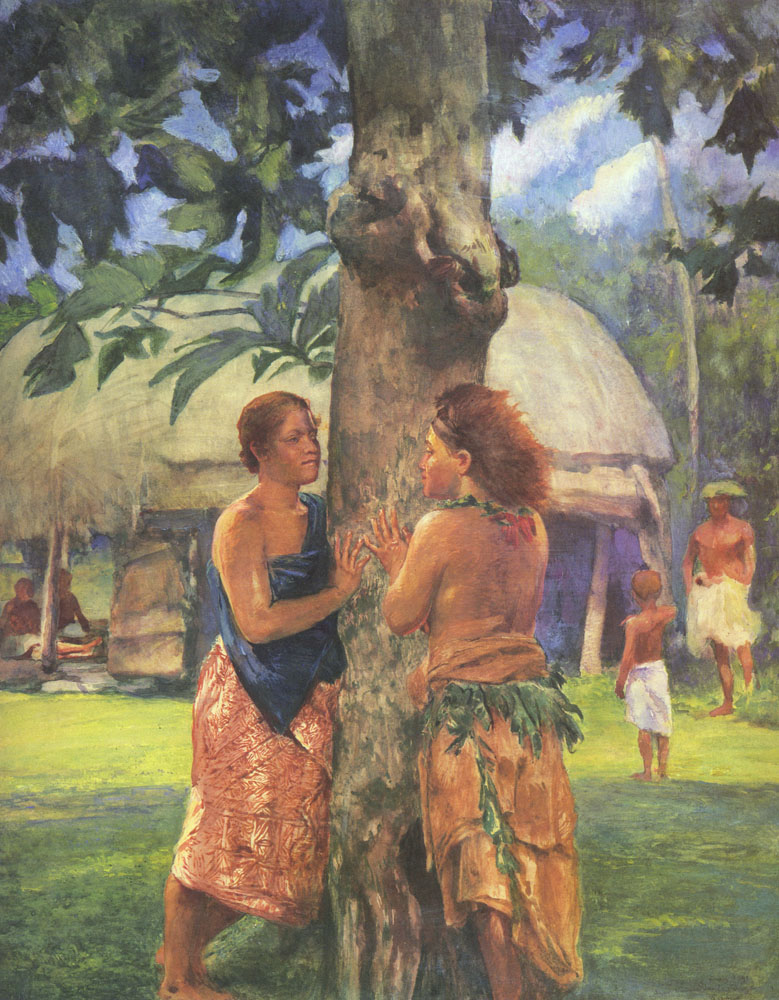
1881年的油畫，紀錄萨摩亚原住民

## 政治
《萨摩亚宪法》是萨摩亚政府运作的最高法律。1960年宪法于1962年从新西兰独立后正式生效，参照英国议会制模式，并考虑到萨摩亚的习俗。
1997年7月，修改宪法，将国名由“西萨摩亚独立国”改为“萨摩亚独立国”。
1960年制定、1962年1月1日生效的宪法规定国家元首由萨摩亚议会选出，任期5年；首任国家元首为终身制。歷任元首皆出自四個傳統部落的領袖。但此並非憲法規定，而理論上平民亦可擔任職位。故薩摩亞通常被視為是行共和制，而非君主制。除元首外，还设立代表委员会，委员即为副元首，不超过3名；其职能是，一旦国家元首出现空缺或不能行使职务时，代行元首的职权。萨摩亚政府首長为萨摩亚总理，实行议会制，总理对议会负责。
议会称萨摩亚立法大会，为一院制。通常共有49名议员，分别从全国49个选区产生。其中2个议席专为非纯萨摩亚血统的人（历史上称为“欧洲人”）而设。原规定除独立选区外，仅“马他伊”（即酋长阶层成员）才有选举权和被选举权，1991年3月改为普选后，凡年满21岁的萨摩亚公民均有选举权，仍只有“马他伊”享有被选举权。议员任期也由3年改为5年。2021年增至51名議員。

## 外交
自从1962年独立以来，萨摩亚（及其前身西萨摩亚）迄今已与113个国家保持外交关系，包括110个联合国成员国，以及科索沃、梵蒂冈和库克群岛。

## 地理
萨摩亚是一個南太平洋島國，約位於夏威夷至紐西蘭之間，美屬薩摩亞的西方。陸地面積2,831平方公里。各岛山峦起伏，多火山，萨瓦伊岛的最高峰西利西利山（Mauga Silisili）海拔1858米。属热带雨林气候，11月至次年4月为雨季，年降水量在2500毫米以上。吹東南風，年均溫約29摄氏度。

## 行政区划

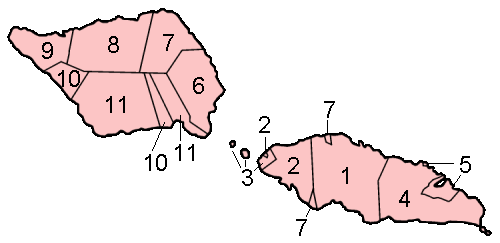
萨摩亚行政区

萨摩亚由11个itūmālō（政治区）组成。它们是在欧洲人到达之前很早就有的传统11个区。它们分别为：
图阿马萨加（Tuamasaga）、阿纳（A'ana）、艾加伊勒泰（Aiga-i-le-Tai）、阿图阿（Atua）、瓦奥福诺蒂（Va'a-o-Fonoti）、法塞莱莱阿加（Fa'asaleleaga）、加加埃毛加（Gaga'emauga）、加盖福毛加（Gaga'ifomauga）、韦西加诺（Vaisigano）、萨图帕伊泰阿（Satupa'itea）、帕劳利（Palauli）。

## 经济
以农业為主，出產椰子、可可、麵包果、芋頭、香蕉。工業有小型輕工業及農產品加工業。旅游业也是萨摩亚主要经济支柱之一。薩摩亞的税制与英联邦国家类似，也有外汇管制。

## 交通

### 道路运输

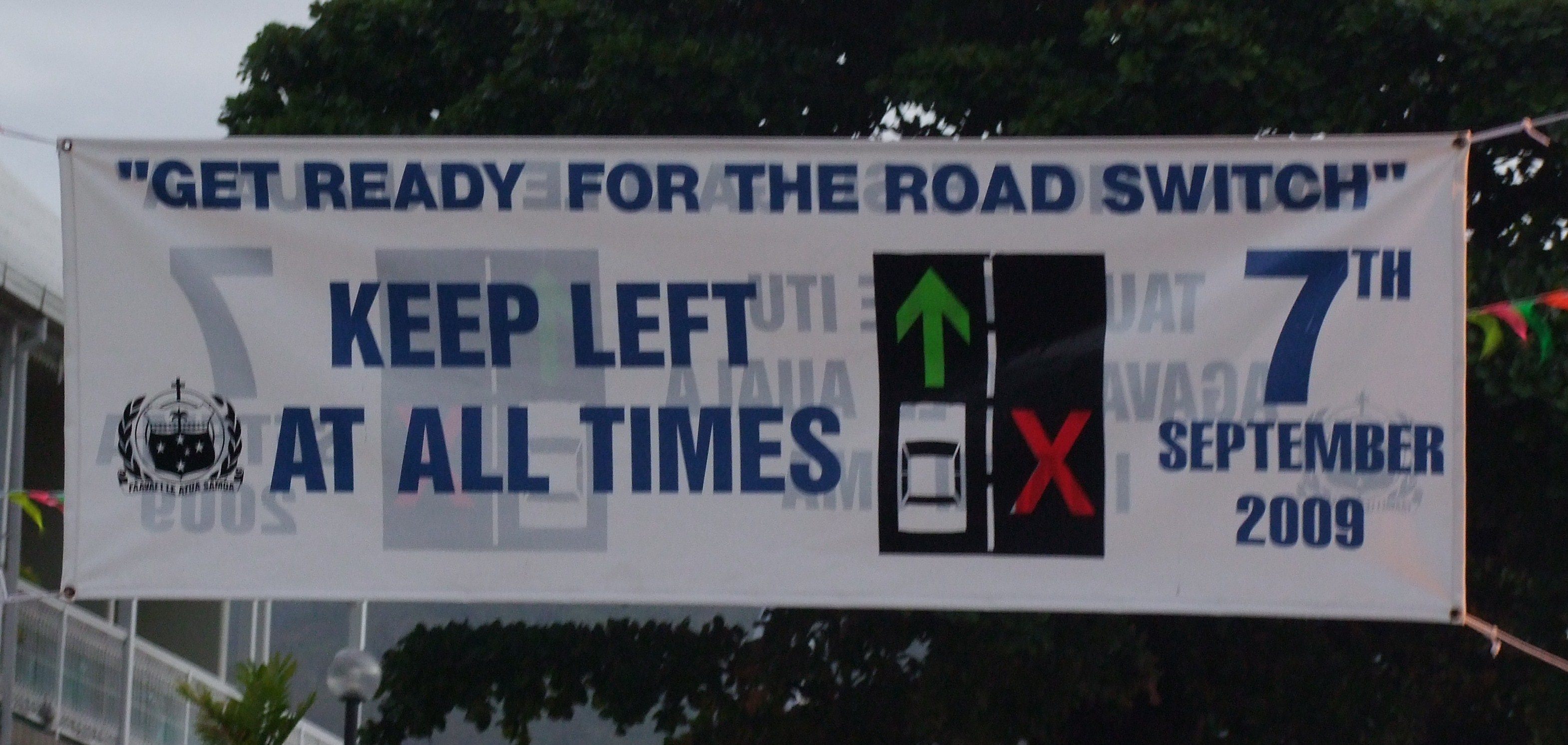
阿皮亚一条街道上张贴的海报，旨在让人们做好从右手交通改为左手交通的准备

2009年9月7日早上6点，该国从右侧交通改为左侧交通。萨摩亚总理马利埃莱高伊证明了这一措施的合理性，称这将使人们能够以更便宜的价格从澳大利亚、新西兰和日本进口右舵汽车，这些国家也适用靠左行驶。到目前为止，许多汽车是从美国等国家进口的。这一改变最初遭到了广泛的拒绝。“人民反对转换”倡议甚至呼吁政府辞职。

### 铁路运输
除了第一次世界大战期间由德国人建造、由新西兰人运营的德律风根铁路（英语：Telefunken Railroad）外，萨摩亚没有铁路或有轨电车交通。

## 人口
約20萬人。90%为萨摩亚人，属波利尼西亚語族；其餘為混血族群、歐洲人和華人等。

### 人口发展
| 年份 | 1950  | 1960   | 1970   | 1980   | 1990   | 2000   | 2010   | 2020   |
| ---- | ----- | ------ | ------ | ------ | ------ | ------ | ------ | ------ |
| 人口 | 82097 | 108646 | 143176 | 155557 | 162866 | 174610 | 186205 | 198000 |

### 语言
萨摩亚的官方语言是萨摩亚语（一种波利尼西亚语）和英语。

## 文化

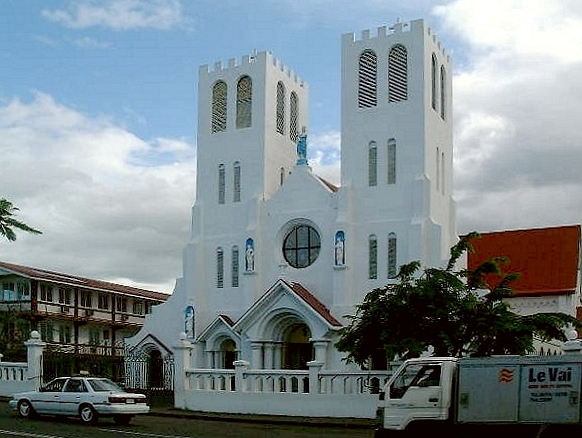
天主教薩摩亞-阿皮亞總教區主教座堂

萨摩亚是联合国教科文组织世界遗产公约的成员国。然而，截至 2023 年，尚未有任何遗址被联合国教科文组织认定为世界遗产。
| 日期           | 当地名称             | 中文名称     | 注释                   |
| -------------- | -------------------- | ------------ | ---------------------- |
| 1月1日         | New Year's Day       | 元旦         |                        |
| 复活节前的周五 | Good Friday          | 耶稣受难日   |                        |
|                | Easter Sunday        | 复活节       |                        |
|                | Easter Monday        | 复活节星期一 |                        |
| 4月25日        | Anzac Day            | 澳纽军团日   |                        |
|                | Mothers of Samoa Day |              |                        |
|                | Independence Day     | 独立日       |                        |
|                | Labour Day           | 劳动节       |                        |
|                | Lotu a Tamaiti       |              | day after White Sunday |
|                | Arbor Day            |              |                        |
| 12月25日       | Christmas Day        | 圣诞节       |                        |
| 12月26日       | Boxing Day           |              |                        |

## 体育
萨摩亚的主要体育运动是英式橄榄球与萨摩亚板球。英式橄榄球可称作是萨摩亚的国球。联盟式橄榄球在萨摩亚也很流行。2000年联盟式橄榄球世界杯上萨摩亚国家队进入了四分之一决赛。
萨摩亚人在拳击、摔跤、相扑方面也颇有成绩。

## 知名人物
法蘭基·亞當斯(* 1994)，新西兰女演员(无垠的太空)出生于萨摩亚。
巨石強森(“巨石”; 1972 年出生于海沃德(加利福尼亚州)) 曾是世界摔角娛樂的摔跤手，现在是一名成功的演员（例如《魔蝎大帝》、《丛林奇兵》、《威震八方》）。他的母亲是萨摩亚人, 但他本人是美国人，首先住在夏威夷，后来又住在宾夕法尼亚州和佛罗里达州。尽管他不会说萨摩亚语，但在他迄今为止唯一一次访问萨摩亚时，国家元首授予他Seuli荣誉称号。